# نادي بران
نادي بران الرياضي (بالنرويجية: SK Brann)‏ هو نادي كرة قدم نرويجي من مدينة برجن تأسس يوم 26 سبتمبر 1908.

## روابط خارجية
- الموقع الرسمي